# Inline-Speedskating-Europameisterschaften 1998
Die Europameisterschaften wurden im französischen Coulaines ausgetragen. Die Wettkämpfe fanden vom 25. Juli bis 2. August 1998 statt.

## Frauen
| Distanz                | Gold                                                | Silber                                                   | Bronze                                                 |
| Bahn                   | Bahn                                                | Bahn                                                     | Bahn                                                   |
| ---------------------- | --------------------------------------------------- | -------------------------------------------------------- | ------------------------------------------------------ |
| 0300 m Einzelsprint    | Valentina Belloni                                   | Adelia Marra                                             | Estelle Flourens                                       |
| 0500 m Sprint          | Adelia Marra                                        | Valentina Belloni                                        | Estelle Flourens                                       |
| 01500 m Sprint         | Simona Vesprini                                     | Adelia Marra                                             | Eva Lizarraga                                          |
| 03000 m Massenstart    | Sheila Herrero                                      | Sandrine Plu                                             | Araceli Larrea                                         |
| 05000 m Punkte         | Tina Bosica                                         | Araceli Larrea                                           | Sandrine Plu                                           |
| 10000 m Ausscheidung   | Sheila Herrero                                      | Angèle Vaudan                                            | Simona Vesprini                                        |
| 01500 m Teamverfolgung | Italien Adelia Marra Antonella Mauri Dalla Valle    | Frankreich Caroline Lagrée Sandrine Plu Sophie Deschamps | Spanien Sheila Herrero Edurne Elcano Araceli Larrea    |
| 05000 m Staffel        | Spanien Sheila Herrero Edurne Elcano Araceli Larrea | Italien Adelia Marra Tina Bosica Simona Vesprini         | Frankreich Sandrine Plu Caroline Jean Estelle Flourens |
| Straße                 |                                                     |                                                          |                                                        |
| 0300 m Einzelsprint    | Valentina Belloni                                   | Adelia Marra                                             | Estelle Flourens                                       |
| 0500 m Sprint          | Valentina Belloni                                   | Eva Lizarraga                                            | Adelia Marra                                           |
| 01500 m Sprint         | Adelia Marra                                        | Hilde Goovaerts                                          | Sandrine Plu                                           |
| 03000 m Massenstart    | Araceli Larrea                                      | Sheila Herrero                                           | Sandrine Plu                                           |
| 05000 m Punkte         | Adelia Marra                                        | Araceli Larrea                                           | Sheila Herrero                                         |
| 10000 m Ausscheidung   | Sheila Herrero                                      | Araceli Larrea                                           | Adelia Marra                                           |
| 05000 m Staffel        | Spanien Edurne Elcano Araceli Larrea Sheila Herrero | Italien Valentina Belloni Antonella Mauri Adelia Marra   | Belgien Aernout Anja Decoster Hilde Goovaerts          |
| Langstrecke            |                                                     |                                                          |                                                        |
| 21097,5 m Halbmarathon | Sheila Herrero                                      | Hilde Goovaerts                                          | Angèle Vaudan                                          |

## Männer
| Distanz                | Gold                                                         | Silber                                                  | Bronze                                                           |
| Bahn                   | Bahn                                                         | Bahn                                                    | Bahn                                                             |
| ---------------------- | ------------------------------------------------------------ | ------------------------------------------------------- | ---------------------------------------------------------------- |
| 0300 m Einzelsprint    | Patrizio Triberio                                            | Pascal Briand                                           | Alessandro Cantarella                                            |
| 0500 m Sprint          | Pascal Briand                                                | Patrizio Triberio                                       | Baptiste Grandgirard                                             |
| 01500 m Sprint         | Luca Presti                                                  | Baptiste Grandgirard                                    | Pascal Briand                                                    |
| 05000 m Massenstart    | Johan Langenberg                                             | Arnaud Gicquel                                          | Garikoitz Lerga                                                  |
| 10000 m Punkte         | Arnaud Gicquel                                               | Massimiliano Presti                                     | Fabio Marangoni                                                  |
| 20000 m Ausscheidung   | Massimiliano Presti                                          | Johan Langenberg                                        | Arnaud Gicquel                                                   |
| 01500 m Teamverfolgung | Frankreich Franck Cardin Arnaud Gicquel Baptiste Grandgirard | Italien Fabio Marangoni Luca Presti Fabio Trovato       | Spanien Garikoitz Lerga Fernandez Mikel Alzueta                  |
| 10000 m Staffel        | Frankreich Baptiste Grandgirard Arnaud Gicquel Pascal Briand | Italien Fabio Marangoni Luca Presti Massimiliano Presti | Deutschland Dirk Breder Benjamin Zschätzsch Christoph Zschätzsch |
| Straße                 |                                                              |                                                         |                                                                  |
| 0300 m Einzelsprint    | Alessandro Cantarella                                        | Pascal Briand                                           | Patrizio Triberio                                                |
| 0500 m Sprint          | Patrizio Triberio                                            | Ramses Reina                                            | Dirk Breder                                                      |
| 01500 m Sprint         | Pascal Briand                                                | Luca Presti                                             | Baptiste Grandgirard                                             |
| 05000 m Massenstart    | Johan Langenberg                                             | Arnaud Gicquel                                          | Luca Presti                                                      |
| 10000 m Punkte         | Arnaud Gicquel                                               | Fabio Marangoni                                         | Johan Langenberg                                                 |
| 20000 m Ausscheidung   | Arnaud Gicquel                                               | Massimiliano Presti                                     | Fabio Marangoni                                                  |
| 10000 m Staffel        | Frankreich Franck Cardin Arnaud Gicquel Johan Langenberg     | Italien Guido Cicconi Massimiliano Presti Fabio Trovato | Deutschland Dirk Breder Ralf Göthling Christoph Zschätzsch       |
| Langstrecke            |                                                              |                                                         |                                                                  |
| 42195 m Marathon       | Philippe Boulard                                             | Bénoit Perthuis                                         | Cédric Michaud                                                   |